# 備蓄推奨品
備蓄推奨品 (びちくすいしょうひん)は、地震や台風、パンデミックなどの災害に備えて、予め備蓄し、準備しておくことが推奨されている品々。

## 概説
行政機関等によって備蓄が推奨されている物品であり、呼称は団体によって異なる場合がある。なお避難先で使用する携帯できる為、一部を持ち出せるように防災非常袋、緊急持ち出し袋、非常用持ち出し袋として用意することも推奨されている。各省庁によって備蓄推奨品の例示はあるが、個々によって用意するものが違うので、あくまで省庁による備蓄推奨品は例示である。政府広報オンラインでは、災害時に備えた備蓄品に関して解説してあり、それによるときわめて広い範囲に被害が及ぶ巨大地震を想定し「1週間分以上の備蓄が望ましい」としている。多くの省庁は2週間程度としている。
また、東京都では、帰宅困難者対策条例を定め、企業に対して帰宅困難者となった従業員のために3日分の水・食料・毛布・簡易トイレなどを備蓄することを推奨している。

## 災害による備蓄推奨品の日数
災害によって備蓄品の細部が異なっているが、多くの品目は重なっている。屋外避難に備えて、備蓄品の一部を防災非常袋として用意しておくことが推奨されている。

### 地震による屋内避難
3日から2週間程度家で過ごすことを想定している。

### 大規模火災による屋内避難
3日から2週間程度家で過ごすことを想定している。

### 風水害による屋内避難
3日から2週間程度家で過ごすことを想定している。

### 災害による従業員の帰宅困難
3日程度就業場所で過ごすことを想定している。

### パンデミックによる屋内避難
2か月程度、最低でも2週間程度の備蓄を推奨している。パンデミックの場合は地震災害とは異なり、電気・ガス・水道といったライフラインがある程度確保されているので、単に外出を控える目的での備蓄となる。農林水産省や厚生労働省は、2009年3月にパンデミックを視野に入れて、2週間程度の備蓄ガイドを作成している。

## 政府広報オンラインの例示
政府広報オンラインでは、具体例として、次のようなものを挙げた。例示されているのは消防庁「わたしの防災サバイバル手帳」などを参照している。

### 食料品
- 飲料水、一人1日3リットルを目安として、3日分　（つまり9リットル）[1]
- 食品、ひとりあたり最低でも3日分[1]
  - お米（アルファ米など1人あたり5食分）[1]
  - ビスケット、板チョコレート、乾パンなど[1]
- 下着、衣類[1]
- トイレットペーパー、ティッシュペーパー[1]
- マッチ、ろうそく[1]
- カセットこんろ[1]

## 消防庁の例示
消防庁では「備蓄品チェックシート」を掲載した。そこには次のものが掲載されている。

### 食料品
- 飲料水 最低3日分
- 食料品
  - レトルト食品やアルファ米
  - インスタントラーメン、カップみそ汁(あさげ)

### 日用品、医療品
- 生活用品
  - 給水用ポリタンク
  - カセットコンロ
  - ティッシュペーパー
  - ウェットティッシュ（入浴できない場合に、身体がふける）
  - 食品用ラップフィルム（「サランラップ」「ポリラップ」等々と呼ばれているもの）
  - 紙皿、紙コップ、割り箸 （補注 - 紙皿にラップフィルムやビニール袋を重ねることで、使用後にそれをめくって捨てれば、災害時に水が得にくい状況下で食器を洗わずに繰り返し使える。）
  - 簡易トイレ
  - 水のいらないシャンプー(ドライシャンプー)
  - ビニール袋（雨具、敷物、簡易トイレなどとしても使用可能。不透明のものがよい）
  - ロープ
  - 工具セット
  - ほうきとちりとり
  - ランタン
  - 長靴

※ 災害の後に取りに行けるように（全てを自宅に置くのではなく）倉庫や自動車のトランクなどにも分けて備蓄することも推奨されている。

## 農水省・厚生労働省の例示
農林水産省により「緊急時に備えた家庭用食料品備蓄ガイド」が発行されている。
| 品名 （農林水産省と厚生労働省による） | 2週間分の数量 （農林水産省による) 両親、男の子、女の子の4人家族の場合 | 注意事項                 |
| --- | --------------------------------------------------------------------- | ------------------------ |
| 米、餅（切り餅）、乾めん類（うどん、そば、そうめん、ラーメン、パスタ等）、コーンフレーク、シリアル類、乾パン、インスタントラーメン、即席めん、パン | 米または餅は少なくとも10kg。他は1日1食分                              | 飽きないよう多種類を準備 |
| 野菜類（たまねぎ、じゃがいも、ごぼう、サツマイモなど)                                                                                              | 各1-2kg                                                               |                          |
| 豆類（あずき、大豆など) | 適宜                                                                  |                          |
| 卵 | 10個                                                                  |                          |
| 缶詰(魚介類、肉類) | 30缶                                                                  | 缶切り必要               |
| 缶詰（野菜・きのこ類：コーン、トマト、たけのこ、マッシュルーム等）                                                                                 | 20缶                                                                  |                          |
| レトルト食品（カレー、パスタソース、ハンバーグ等）                                                                                                 | 30食                                                                  |                          |
| 乾燥食品（切干大根、しいたけ、高野豆腐、ひじき、わかめ、こんぶ等）                                                                                 | 各2袋                                                                 |                          |
| フリーズドライ食品 |                                                                       |                          |
| スープ類（みそ汁、わかめスープ、コーンポタージュ等）                                                                                               | 12食                                                                  |                          |
| 冷凍食品（市販品の他、家庭で冷凍した魚介、肉、野菜、料理等を含む）                                                                                 | 500g入り10袋                                                          | 保存温度と停電に注意     |
| 乳製品（チーズ、ヨーグルト、スキムミルクなど） | 各1～2箱                                                              |                          |
| 缶詰(果物類：もも、みかん、パイナップル、みつ豆等）                                                                                                | 10缶                                                                  |                          |
| 調味料（塩、砂糖、食用油、醤油、味噌など） | 1kgあるいは1リットル                                                  | 未開封なら長期保存可     |
| 調味料（酢、だしの素(味の素)、コンソメ、バターなど）                                                                                               | 適宜                                                                  | 未開封なら長期保存可     |
| 嗜好飲料（緑茶、コーヒー、紅茶、ココア等） | 適宜                                                                  | ストレス解消目的         |
| 菓子類 | 適宜                                                                  | ストレス解消目的         |
| その他（ふりかけ、のり佃煮、ジャム、マーガリン、はちみつ等）                                                                                       | 適宜                                                                  |                          |
| 育児用調製粉乳(粉ミルク)などの乳幼児用の食料 |                                                                       |                          |
| ペットボトルや缶入りのミネラルウォーター、飲料 |                                                                       |                          |

| 品名 （厚生労働省による）                            | 数量         | 注意事項・備考                                                             |
| ---------------------------------------------------- | ------------ | -------------------------------------------------------------------------- |
| マスク                                               | 毎日使い捨て | 不織布製マスク                                                             |
| 体温計                                               |              |                                                                            |
| ゴム手袋                                             | 適宜使い捨て | 破れにくいもの                                                             |
| 水枕・氷枕                                           |              | 頭や腋下の冷却用。ペットボトルに冷たい水や氷水を入れてタオルでくるんで代用 |
| 消毒用アルコール                                     |              | アルコール60%-80%                                                          |
| 常備薬（胃腸薬や鎮痛剤や持病の処方薬）               |              |                                                                            |
| 絆創膏、ガーゼ、コットン                             |              |                                                                            |
| トイレットペーパー、ティッシュペーパー               |              |                                                                            |
| ウェットティッシュ（アルコールのあるものとないもの） | 適宜使い捨て | 風呂代わりになる                                                           |
| 洗剤（食器用、衣類用）                               |              |                                                                            |
| 石鹸                                                 |              |                                                                            |
| シャンプー・リンス                                   |              | 仮設風呂が設置されるまではドライシャンプー                                 |
| 紙おむつ                                             |              |                                                                            |
| 生理用品                                             |              | 女性用                                                                     |
| ビニール袋                                           |              | ごみ用                                                                     |
| 密封できるビニール袋                                 |              | 汚染されたごみの密封等                                                     |
| カセットコンロ、ボンベ、懐中電灯、乾電池             |              |                                                                            |

## 保管期限による廃棄の問題
食料品や医療用品には保管期限があり、使用しなくても定期的に更新が必要となる。自治体で備蓄した食料品が期限切れとなり、大量に廃棄される事例があり問題となっている。一部では期限が迫った備蓄食料をフードバンクに寄贈するような動きもある。